# John W. Alcock
Sir John William Alcock (født 5. november 1892, død 18. december 1919) var en britisk flyver.
Han udførte sammen med A. W. Brown 14. juni-15. juni 1919 den første atlanterhavsflyvning fra Newfoundland til Irland på 16 timer og 12 minutter.
Adledes som belønning for sin bedrift, men dræbtes december samme år ved en nødlanding.